# Kampong Serani
Kampong Serani là một khu dân cư trong thành phố George Town ở Penang, Malaysia. Nằm trong vùng ngoại ô Pulau Tikus, khu phố nằm cách trung tâm thành phố 3,1 km (1,9 mi) về phía tây. Nó được bao quanh bởi Đại lộ College ở phía tây và Lane của Leandro ở phía đông.
Khu phố này trước đây là nơi sinh sống của người lai hai dòng máu Âu Á, những người đã di chuyển vào khu vực này vào đầu thế kỷ 19. Tuy nhiên, hầu hết các cư dân gốc Á Âu đã chuyển đến các khu vực khác ở George Town, sau khi tái phát triển Kampong Serani thành một khu phố hiện đại vào cuối những năm 1990. Mặc dù đô thị hóa, khu dân cư vẫn giữ lại một số đặc điểm Á-Âu và là nơi có Hiệp hội Á-Âu Penang.

## Nguuồn gốc tên gọi
Kampong Serani bằng tiếng Mã Lai là bản dịch trực tiếp tên tiếng Anh của làng này, Eurasian Village.

## Lịch sử
Những người định cư Á-Âu đầu tiên, đang chạy trốn khỏi cuộc đàn áp tôn giáo ở Xiêm La, đã đến Pulau Tikus năm 1811 và quyết định xây dựng khu định cư Kampong Serani trong khu vực. Vì người Á-Âu chủ yếu là người Công giáo, khu định cư tập trung xung quanh Giáo hội của quan niệm Immaculate. Liền kề với nhà thờ là Đại tướng, một chủng viện Công giáo đã được chuyển đến khu định cư năm 1808.
Vào cuối thế kỷ 20, Kampong Serani được dành cho tái phát triển, thu hút sự phản đối và phản đối của cộng đồng Á-Âu. Cuối cùng, khu định cư đã hoàn toàn bị nới lỏng vào năm 1994; khu phức hợp thương mại và chung cư hiện đang đứng tại vị trí của khu định cư trước đây của người Á-Âu. Tuy nhiên, tên đường phố trong khu phố, chẳng hạn như Lane của Leandro và Lane College, vẫn chịu ảnh hưởng của người Á-Âu và Công giáo, trong khi Hiệp hội Á-Âu Penang vẫn có trụ sở tại khu vực này.

## Giao thông
Kampong Serani được phục vụ bởi các tuyến xe buýt nhanh chóng của Penang 101, 102, 104 và 304, cũng như tuyến Pulau Tikus Loop (PTL) miễn phí và tuyến đường Tanjung Tokong (CAT) Tanjung Tokong. Các tuyến này nối Kampong Serani với George Town thích hợp, cũng như các điểm đến khác trên Đảo Penang, bao gồm Sân bay Quốc tế Penang, Queensbay Mall, Batu Ferringhi và Teluk Bahang.